# 西谷尚雄
西谷 尚雄（にしたに ひさお、1934年2月 - ）は、日本の音楽プロデューサー・演出家、作詞家。京都府出身。ペンネームは多木比佐夫。

## 略歴
1956年
京都府立大学卒業後、梅田コマスタジアム、東京録音スタジオ制作部に勤務して、舞台とラジオ放送、映画製作関連の実務をオーディオ・エンジニアーとして担当。
1965年
電通入社。CMプランナー、クリエイティブ・ディレクターとして30年間で1000本のテレビCM企画制作に関与多くの作品がACC,カンヌ、CLIO等、内外のＣＭコンクールで多数受賞。特に1970年チャールズ・ブロンソンを起用した、「マンダム」のデビューキャンペーンは外国人タレント起用の画期的な成功例として評価され、
日本のCM史100傑に選出された。
1983年
「ベニス国際広告映画祭」に引続き、1984年「カンヌ国際広告映画祭」日本代表審査員。
1994年
電通クリエーティブ局室長などを務め、定年退職後関西をキーとして活動する事を目的とした独立事務所<キーウエスト・オフィス>を設立、ラジオ・テレビのCM制作や番組企画制作、各種音楽イベント・プロデュースのほか、NHK文化センター「マスコミ・セミナー」の講師として広告界を志す若者たちの指導育成や、コミ
ュニケーション関連の講演及び企業の販促コンサルティング業務を行う。
1995年
株式会社ホリプロExecutive Producerとして顧問契約。（2009年契約満了）
2000年
神戸市・新開地まちづくり事業「新開地ミュージック・ストリート」実行委員長および、「ジャズボーカルクイーンコンテスト」審査員を務め、毎年姉妹都市シアトルにて優勝者コンサートを実施、新進ジャズ歌手の輩出に貢献。(現在は神戸新開地ジャズボーカルクイーンコンテスト運営部会長）
大阪学院大學フェニックスフェスティバル,大阪府民共済生活共同組合主催のコンサートや音楽イベントなどをプロデュース・演出。日野晧正 、タイム・ファイブ 、北村英治 などの他古谷充、十川尚子、野上圭三、杉山千絵など特に関西地区に拠点をおいて活躍するミュージッシアンやアーティストに光をあてることを心がけている。
2002年
クラシック音楽を中心とした「UCC  Cafe  Concert」やリーガロイヤル等のシティーホテル主催のディナーショウ『タイタニック・ディナー』『きらめくクリスマス』『四季恒例舞踏会』『チャペル・コンサート』などの各種音楽イベントの企画演出など。
2005年
心斎橋そごう劇場オープン事業に参画、チーフプロデューサーに着任。杮落とし興行以降4年間ほぼ連日の各種プログラムをプロデュース。その中の事業としてそごう従業員によるエンタテーメント集団「祭組」を結成して、定期公演を行い業界やメディアから注目をあびた。
2008年
大阪府民共済主催のコンサートイベントとして、長年の腹案であった「シネマコンサート」 『チャップリンの街灯』を京都市交響楽団演奏で実施、閉幕間もないフェスティバルホールでの記念イベントとしても画期的な成功をおさめた。
2010年
「ジョージ・ガーシュイン　トリビュート コンサート」をピアノ小曽根真と大植英次指揮、大阪フィルハーモニーの演奏で実施、万来の喝采をうける。
2015年
神戸ジャズヴォーカルクイーンである杉山千絵を擁しアルバム「Chie SINGS JAZZ JAPANESQUE」を発表。なじみ深いスタンダードジャズ数曲を和訳しているほか、自ら作詞のレコード化されていない日本の歌も収録され、作詞家・多木比佐夫の集大成とも呼べる内容になっている。

## 執筆活動
1996年
震災メモリアル・イベントとして、関西ジャズミュージシャン総出演によるミュージカル・ドラマ 『虹のかなたに』原作、脚本、プロデュース。神戸国際会館で上演、関西テレビで放映。好評を得て大阪シアター・ドラマシティでアンコール上演。
2006年
少年ブラスバンドをテーマにしたノンフィクション小説「ブラスバンドの鬼・得津武史物語」『天国へのマーチ』上梓、「（株）かんぽう」より出版。「笑いと涙がいっぱいつまった、このストーリーは改めて音楽に国境が無い事をおしえてくれた」と、親友の作家CWニコルが絶賛。

## 作詞作品
- 奥村チヨ
  - 「あなたがいなくても」（1965年）
  - 「あゝ結婚」（〃）
  - 「ごめんネ…ジロー」（〃）
  - 「一人ぼっちで」（1966年）